# Сунь Цзиньфан
Сунь Цзиньфан (кит. 孙晋芳, англ. Sun Jinfang; род. 6 апреля 1955, Сучжоу, провинция Цзянсу, Китай) — китайская волейболистка, связующая. Чемпионка мира 1982.

## Биография
Родилась и начала заниматься волейболом в Сучжоу провинции Цзянсу и за волейбольную команду этой провинции выступала на протяжении всей своей спортивной карьеры (1971—1982).
В 1977 году дебютировала в сборной Китая, приняв в её составе участие в розыгрыше Кубка мира (4-е место). Тогда же назначена капитаном национальной команды. Год спустя китаянки неудачно выступили на чемпионате мира, проходившем в СССР, но затем взяли «серебро» на Азиатских играх. Это была первая медаль Сунь Цзиньфан на международном уровне, к которой в 1979 году она добавила «золото» чемпионата Азии. В 1980 году должен был состояться дебют сборной на Олимпийских играх, но Китай присоединился к бойкоту московской Олимпиады и на Игры китайские спортсмены, в том числе и волейболистки, не поехали.
В 1981 и 1982 годах Сунь Цзиньфан в качестве капитана команды приводила китайскую сборную к победам в Кубке мира, чемпионате мира и на Азиатских играх. В розыгрыше Кубка мира 1981 была признана самым ценным игроком и лучшей связующей турнира. После окончания сезона 1982 года завершила игровую карьеру.
В дальнейшем работала в спортивном комитете провинции Цзянсу, в Главном управлении спорта Китая. С 2014 — партийный секретарь спортивного бюро провинции Цзянсу, затем (2014—2018) — заместитель директора и директор департамента Постоянного комитета Народного конгресса Цзянсу. Делегат XII—XV съездов Коммунистической партии Китая (1982—1997).

## Достижения
Отсутствуют данные о достижениях в чемпионатах Китая.

### Со сборной Китая
- чемпионка мира 1982;
- победитель розыгрыша Кубка мира 1981;
- чемпионка Азиатских игр 1982;
  - серебряный призёр Азиатских игр 1978
- чемпионка Азии 1979.

### Индивидуальные
- 1981: MVP и лучшая связующая Кубка мира.